# Улица Домостроителей (Воронеж)
У́лица Домострои́телей — улица в Воронеже. Возникла в 1963 году при массовом жилищном строительстве. Длина улицы - 1400 метров. Расположена в Юго-Западном жилом районе Советского административного района Воронежа на месте бывшего военного аэродрома «Альфа». Начинается от Пешестрелецкой улицы, заканчивается улицей Ворошилова. Параллельна улице Космонавтов. Застроена в основном 5-этажками 1960-х годов.
Главной достопримечательностью улицы является Храм всех святых в земле Российской просиявших (д.28) с парком Согласия и Примирения. Здесь также находятся администрация Советского района (д.30), Советский районный суд (д.26), архив ЗАГС Воронежской области (д.13), торговый центр «Лента» (д.24), построенный в 2008 году на месте кинотеатра «Дружба» (сооружённого в 1978 году и снесённого в 2007), новая средняя общеобразовательная школа №108 (д. 30А) (открытие—1 сентября 2024 года), детская аптека (д.57).
27 июля 2024 года между улицами Домостроителей и Маршака введён в эксплуатацию свежепостроенный стадион «Факел» - домашний стадион футбольного клуба «Факел», играющего в Российской премьер-лиге.
По улице проходят многочисленные автобусные маршруты, связывающие Юго-Западный район Воронежа с центром и другими районами города.

## Пересечения ул. Домостроителей
- Бульвар Пионеров
- Ул. Ворошилова
- Ул. Маршака
- Пешестрелецкая ул.
- Ул. Юлюса Янониса